# Јерн Роде
Јерн Роде (Берн, 16. јануар 1959) немачки је дипломата. Од јула 2020. обавља функцију амбасадора Немачке у Републици Косово.

## Биографија
Рођен је 16. јануара 1959. у породици Немаца у Берну. Дипломирао је на Колеџу Европе. Ожењен је Соњом Лапоинте са којом има четворо деце.

## Контроверзе
Крајем фебруара 2024. лист Albanian Post објавио је вест да је заменица председника Владе и министарка спољних послова Републике Косово Доника Гервала Шварц затражила од Немачке да се „удаљи” од Родеа, актуелног амбасадора Немачке у Републици Косово. Лист је објавио да је захтев упућен током њене посете Берлину, где се поред састанка са председавајућим Одбора за спољне послове Немачке, Михаелом Ротом, састала и са министром одбране Немачке, Борисом Писторијусом. Захтев Гервале је уследио након што је Роде критиковао рад Владе Републике Косово и Уредбу Централне банке Републике Косово којом је укинут српски динар.